# تیلمن ریمن‌شنایدر
تیلمن ریمن‌شنایدر (حدود ۱۴۶۰–۷ ژوئیه ۱۵۳۱) مجسمه‌ساز و منبت کار آلمانی بود که از سال ۱۴۸۳ در وورتزبورگ فعالیت می‌کرد. او یکی از پرکارترین و همه‌کاره‌ترین مجسمه سازان دوره گذار بین اواخر گوتیک و رنسانس بود، وی در کار با سنگ و چوب آهک استاد بود.

## زندگی
تیلمن ریمن‌شنایدر حدوداً در سال ۱۴۶۰ در هایلباد هایلیگن‌اشتات در تورینگن کنونی متولد شد.
وقتی ریمن‌شنایدر پنجساله بود، پدرش درگیر یک نزاع سیاسی شدید در دانشگاه ماینتس شد، در نتیجه خانواده‌اش مجبور شدند هایلیگن‌اشتات و تمام دارایی‌های خود را ترک کنند. آنها در اویتروده آم هارتس مستقر شدند، جایی که پدرش استاد ضرابخانه شد (موقعیت خوبی در آن زمان) و جایی که ریمن‌شنایدر دوران کودکی خود را در آنجا گذراند.
ریمن‌شنایدر به احتمال زیاد برای اولین بار در سن ۱۸ سالگی در سال ۱۴۷۸/۷۹ به وورتسبورگ آمد. عمویش به عنوان مشاور مالی و اسناد رسمی اسقف در آنجا خدمت می‌کرد، اما او مدت زیادی نماند. در حدود ۱۴۷۳، ریمن‌شنایدر تجارت مجسمه‌سازی و منبت کاری را یادگرفت.

## هنر

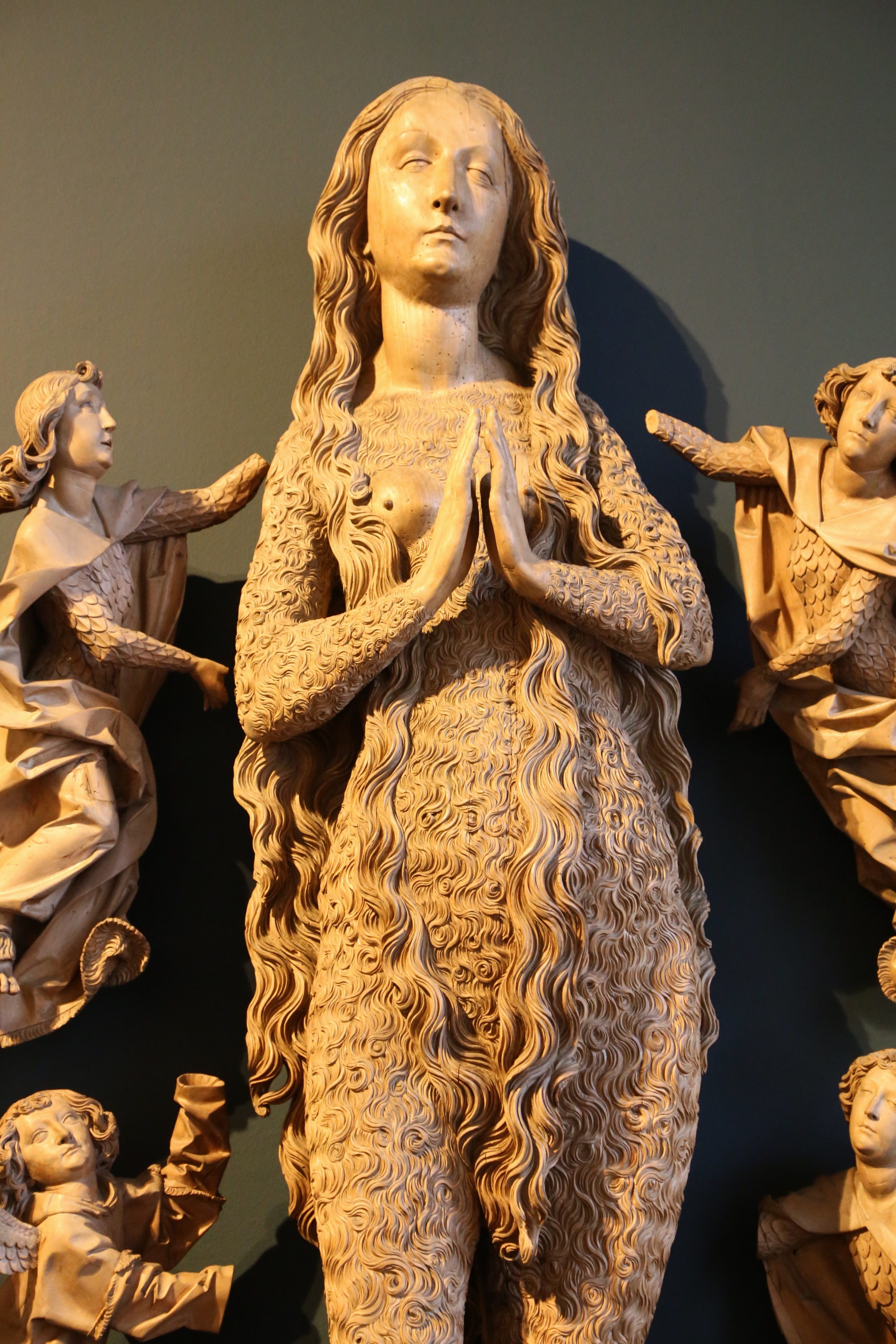
عروج مریم مجدلیه از محراب مگدالنا، موننشتات (۱۴۹۰–۱۴۹۲) منبت کاری شده روی چوب آهک از مریم مجدلیه با موهای ضخیم بدن. موزه ملی بایریش، مونیخ

مجسمه‌ها و منبت‌کاری‌های تیلمن ریمن‌شنایدر به سبک گوتیک هستند، اگرچه آثار بعدی وی ویژگی‌های تکلف‌گرایی را نشان می‌دهد. به‌ویژه مقبره لورنز فون بیبرا به عنوان یکی از قطعاتی است که نشان دهنده گذار از هنر گوتیک به رنسانس می‌باشد. مشخصه آثار وی بیان چهره مجسمه‌ها (اغلب با نگاه درونی، مانند "خودنگاره") و لباس‌های دقیق و تا شده آنها است. تأکید بر بیان احساسات درونی، آثار ریمن‌شنایدر را از آثار قبلی قبلی خود متمایز می‌کند.

## آثار عمده
بزرگ‌ترین مجموعه آثار او، ۸۱ قطعه، در موزه Mainfränkisches در قلعه مارینبرگ در وورتزبورگ یافت می‌شود.
- Hassenbacher Vesperbild، کلیسای Hassenbach [de]، حدود ۱۴۹۰، چوب
- محراب خداحافظی رسولان، Allerheiligenkirche , Kleinschwarzenlohe [de] در نزدیکی نورنبرگ، ۱۴۹۱
- قطعه محراب، ماریا مگدالنا، مونراشتات، ۱۴۹۰/۱۴۹۲
- آدم و حوا، در اصل مارینکاپل وورتسبورگ، موزه Mainfränkisches، ۱۴۹۱/۱۴۹۳
- مجسمه اسقف رودلف فون شرنبرگ، کلیسای جامع وورتزبورگ، ۱۴۹۶/۱۴۹۹
- مقبره امپراتور، کلیسای جامع بامبرگ، ۱۴۹۹/۱۵۱۳
- مری سالومه و زبدی، وورتزبورگ ۱۵۰۱–۵، اکنون در موزه ویکتوریا و آلبرت، لندن
- سنت آن و سه شوهرش، مونیخ، موزه Bayerisches Nationalmus، ۱۵۰۵/۱۵۱۰، چوب
- سوگ ماریا، وورتزبورگ، موزه Mainfränkisches، حدود ۱۵۰۵
- محراب ماریا، کرگلینگن، حدود ۱۵۰۵/۱۵۰۸، چوب
- محراب حواریون، محراب پدران کلیسا، و محراب بشارت، حکاکی سنت کیلیان، صلیب، سنگ نگاره هانس فون بیبرا، کلیسای سنت لئو، بیبرا در نزدیکی ماینینگن، حدود ۱۵۰۰، چوب به جز سنگ نگاره
- مصلوب شدن، کلیسای سنت نیکلاس در آیزینگن، بایرن، ۱۵۰۰–۱۵۰۵
- قربانگاه مقدس خون، Jakobskirche , Rothenburg ob der Tauber، ۱۵۰۱–۱۵۰۵، چوب
- محراب از رسولان، سنت-Kilians-Kirche زو Windsheim را، ۱۵۰۹، در حال حاضر در موزه Kurpfälzisches، هایدلبرگ
- محراب مصلوب شدن، کلیسای دیتوانگ (روتنبورگ اوبر در تاوبر)، ۱۵۱۰/۱۵۱۳، اکنون در موزه Kurpfälzisches، هایدلبرگ
- مقبره اسقف لورنز Bibra، کلیسای جامع ورزبورگ، ۱۵۲۰/۱۵۲۲
- مدونا از تسبیح، کلیسای زائران Maria im Weingarten [de] در نزدیکی فولکاخ، حدود ۱۵۲۱/۱۵۲۴
- نوحه مسیح، کلیسای ابی میدبرون در نزدیکی وورتزبورگ، ۱۵۲۵
- فرضیه باکره، پانل مرکزی محراب Creglingen , Herrgottskirche، Creglingen، ۱۴۹۵–۱۴۹۹

## در ادبیات
شخصیت گلدموند در کتاب نارسیس و گلدموند در سال ۱۹۳۰ توسط هرمان هسه به عنوان شاگرد در کنار یک مجسمه‌ساز حرفه ای که از نظر اجتماعی در شهر محل کارش برجسته است و شخصیت او بر اساس شخصیت ریمن‌شایدر به نظر می‌رسد، شاگرد است. او هم به عنوان یک الهام هنری برای گلدموند و هم به عنوان یک ورقه برای خلق و خوی کمتر محدود شده گلدموند عمل می‌کند.

## نگارخانه

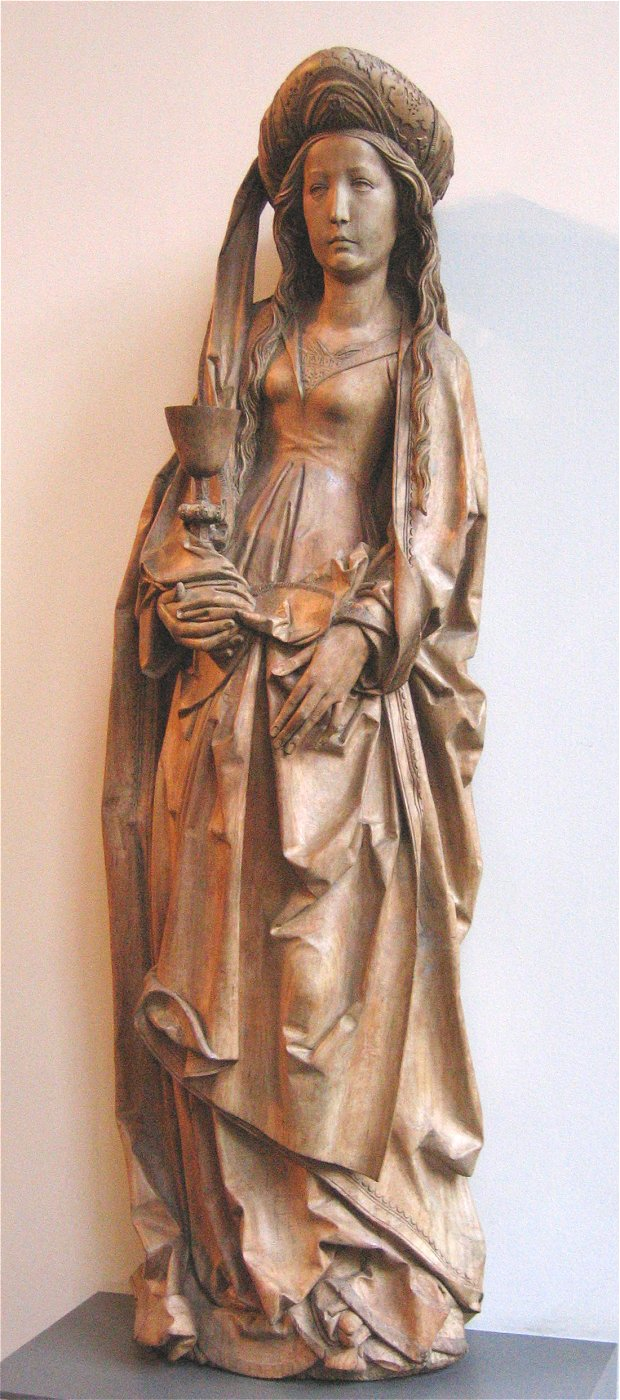
سنت باربارا، موزه ملی Bayerisches
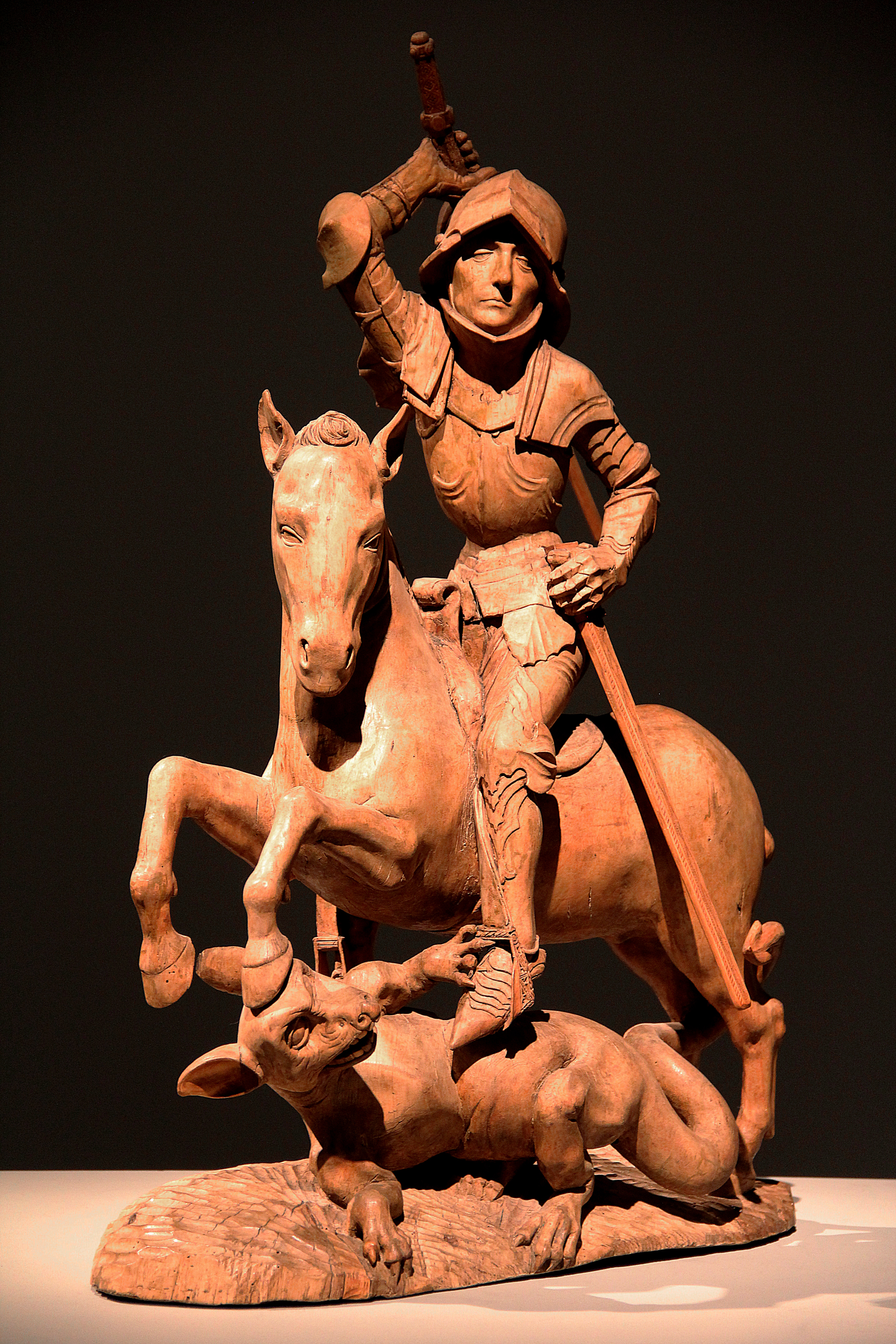
گروه بلوط حک شده به نمایندگی از سنت جورج با اژدها مبارزه می‌کند (۱۴۹۰ پوند).
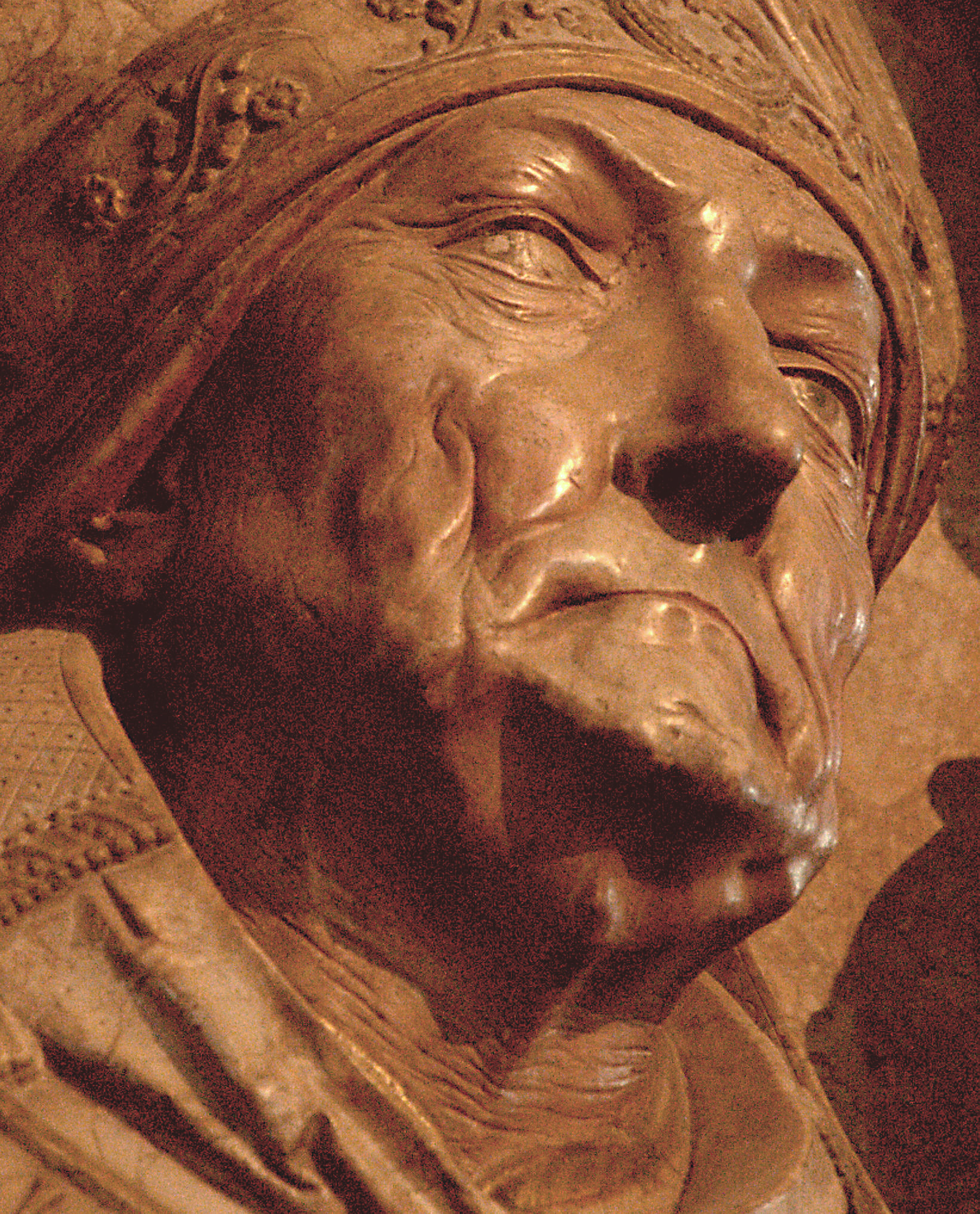
جزئیات آرامگاه سنگی رودولف فون شرنبرگ در کلیسای جامع وورتزبورگ، (۱۴۹۹–۱۶۹۹).
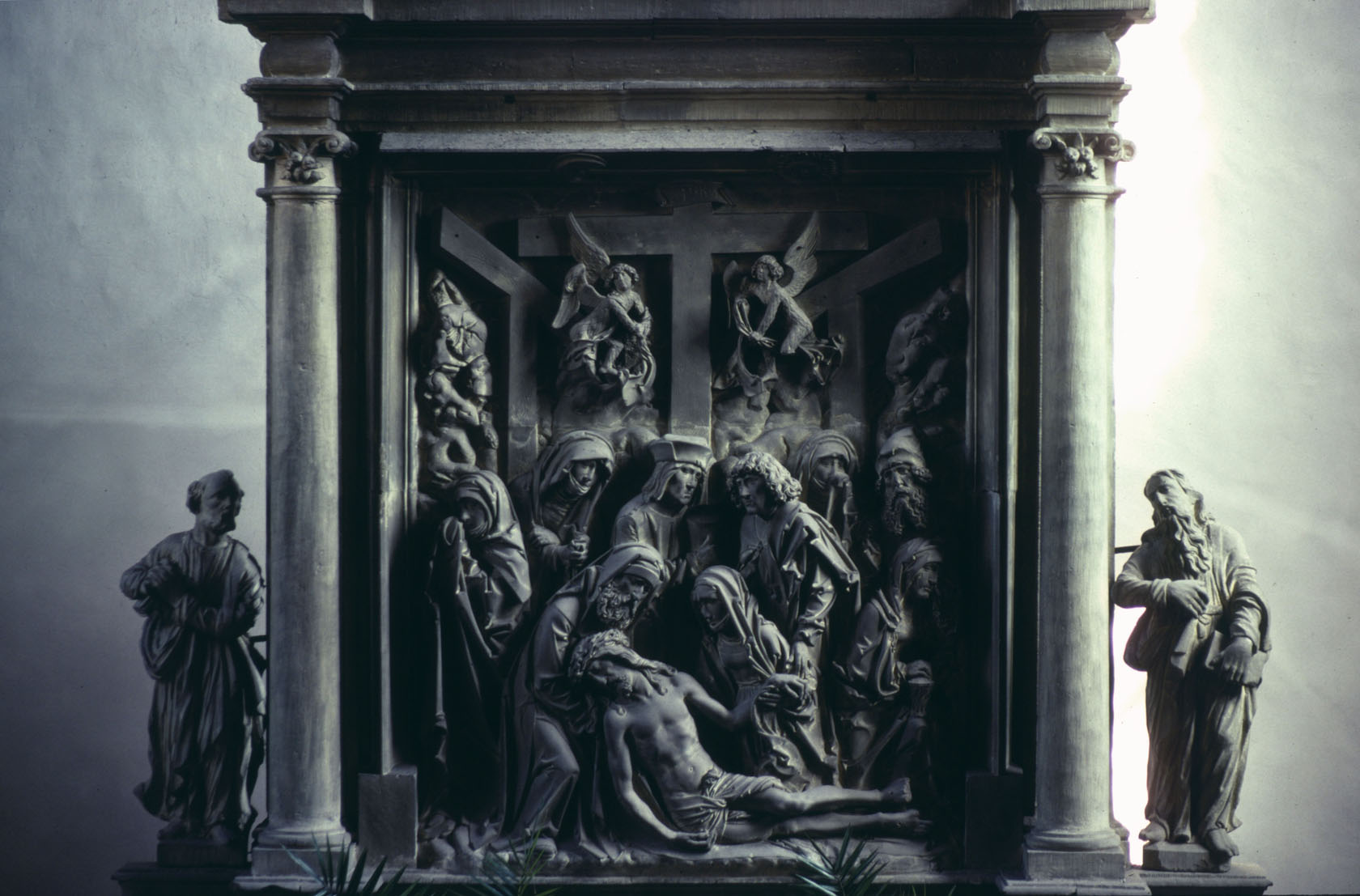
نوحه مسیح، میدبرون
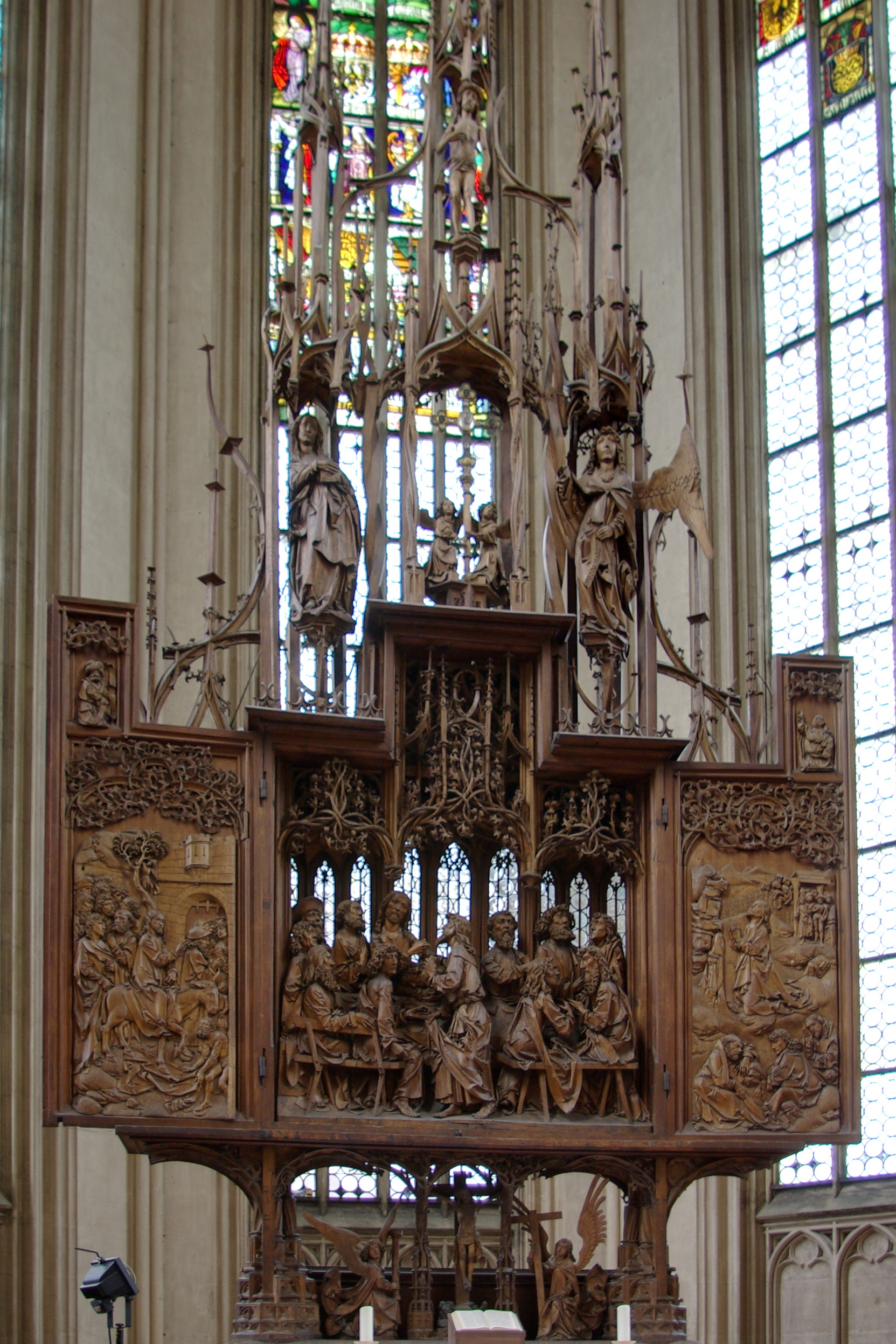
محراب خون مقدس توسط تیلمان ریمنشنایدر در روتنبورگ اوبر در تاوبر
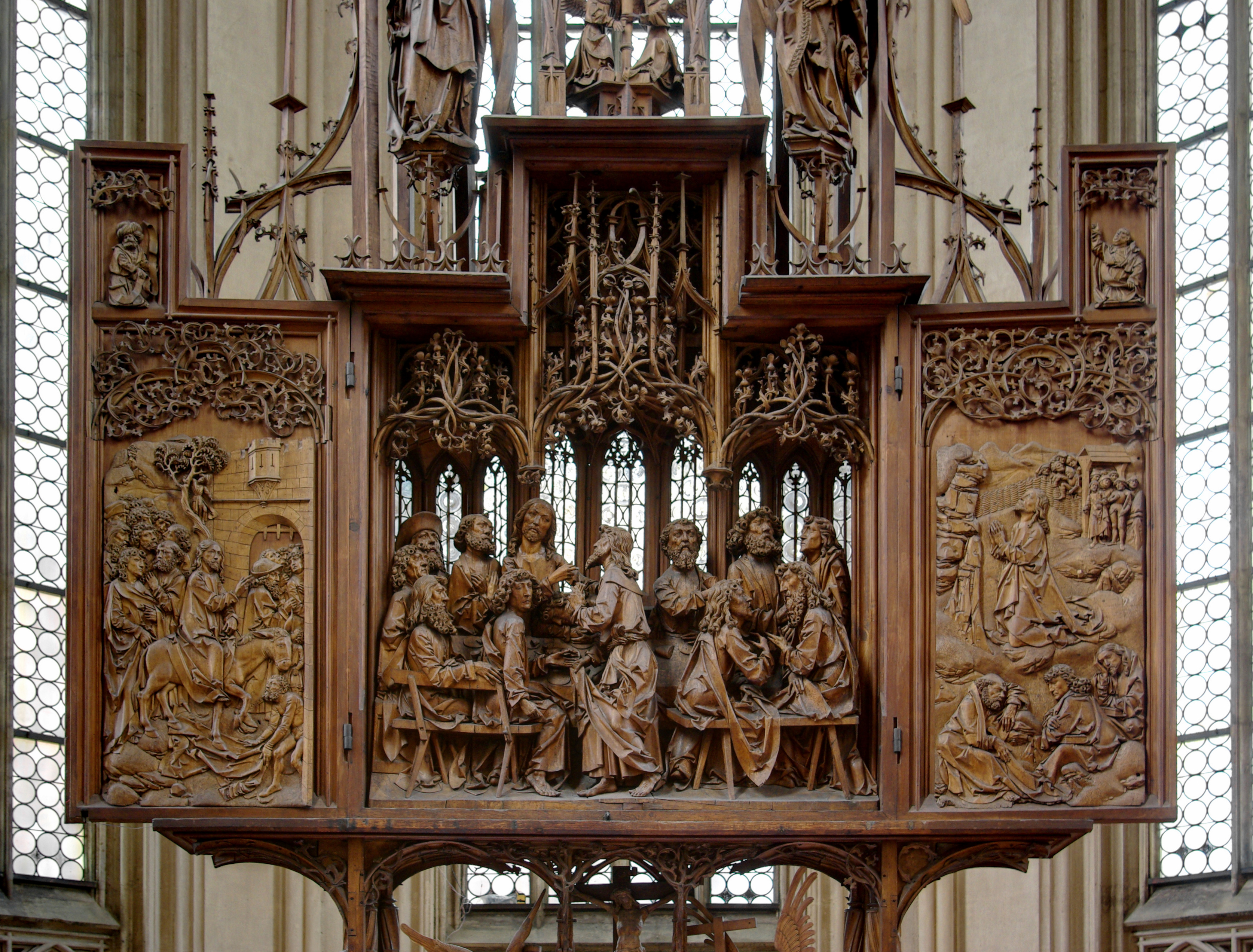
جزئیات شام آخر از محراب خون مقدس در روتنبورگ اوبر در تاوبر
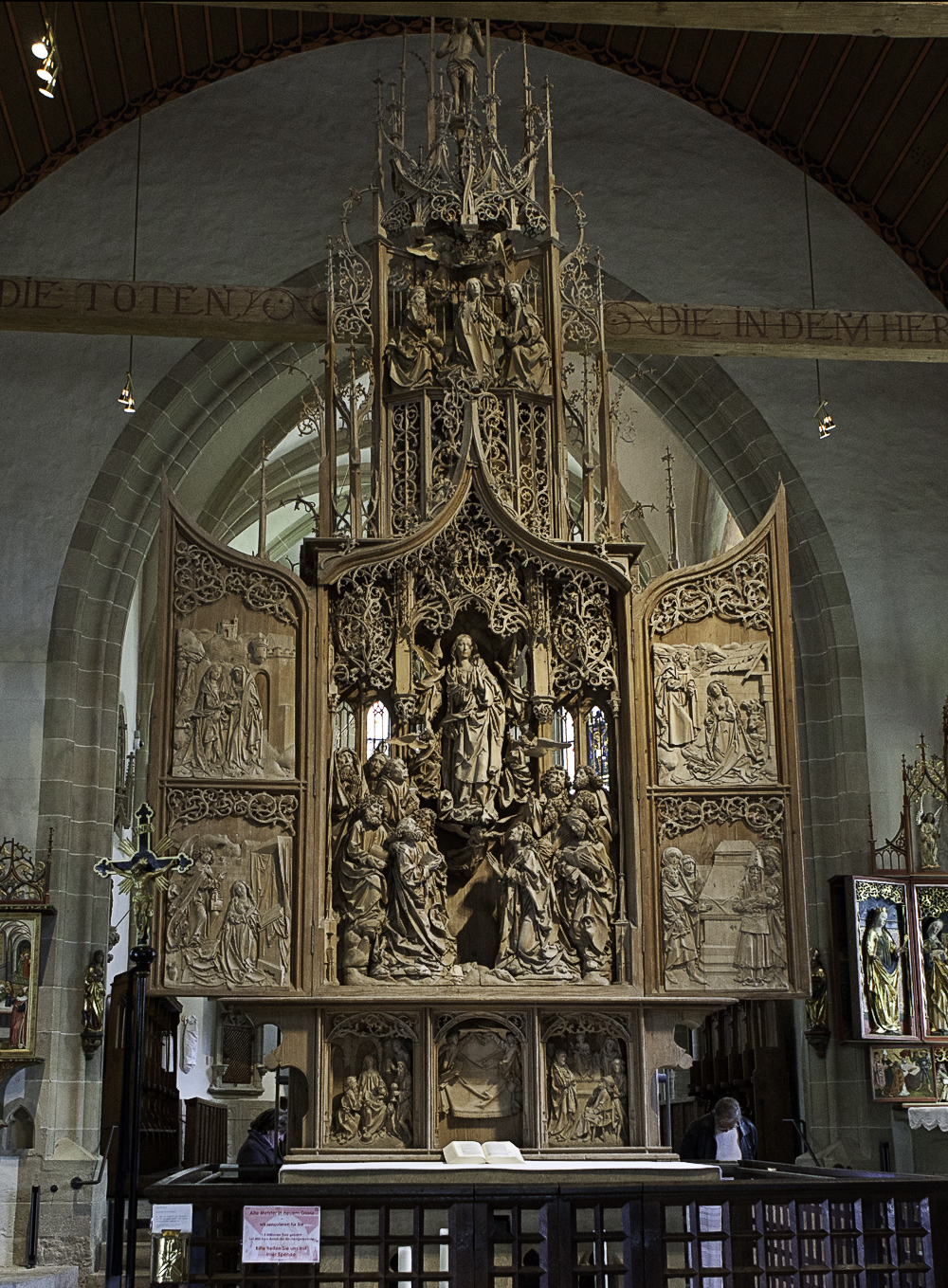
محراب ماریا در کرگلینگن